# Clisthenes van Athene
Clisthenes, Cleisthenes of Kleisthenes, (Oudgrieks: Κλεισθένης, Kleisthénès, omstreeks 570 v.Chr. - 507 v.Chr.) was een Oudgriekse staatsman en de grondlegger van de democratie in Athene.
Hij was een verdienstelijk hervormer, die de geschiedenis inging als de stichter van de Atheense democratie. Zijn ouders waren Megacles, een Alcmaeonide, en Agariste, dochter van Clisthenes van Sicyon. Een nicht van Clisthenes was de moeder van Perikles.

## Levensloop
Kleisthenes werd in zijn jeugd onder de tiran Pisistratus waarschijnlijk samen met de andere Alcmaeoniden uit Athene verbannen, maar probeerde na de moord op Hipparchus, de zoon van Pisistratus, terug te keren. De Alcmaeoniden kregen door de tempel van Apollon in Delphi te helpen herbouwen in hun politieke strijd de steun van het Delphische priesterschap. Hij hielp als familiehoofd der Alcmaeoniden in 510 v.Chr. de tiran Hippias verdrijven. Concurrentie met andere adellijke geslachten, die aandrongen op herstel van hun oude posities, bracht Clisthenes ertoe zich aan het hoofd te stellen van de democratische stroming in Athene. Door het volk met buitengewone bevoegdheden bekleed, voerde hij in 508 v.Chr. te Athene een ingrijpende politieke hervorming door die een definitief einde maakte aan de overwegende invloed van de adellijke geslachten.
Hij werd archont in 525 v.Chr. en leidde in 510 v.Chr., toen de tiran Hippias uit Athene werd verdreven, de democratische hervorming van het staatsbestel van de stad. Hij stond aan het hoofd van de Alcmaeoniden, dus was een lid van de aristocratie, maar probeerde toch bij het brede volk aansluiting te vinden. Hij wilde het clanstelsel vervangen door een organisatie in districten die politiek eerder dan sociaal gericht was. Daarmee wisselde zijn clan van pro-Spartaans naar anti-Spartaans. Isagoras, de kampioen van de aristocraten, slaagde er in 508 v.Chr. in Clisthenes te dwingen in ballingschap te gaan en zijn hervormingen terug te draaien. Deze terugslag was maar van korte duur en Clisthenes werd naar de stad teruggeroepen.
Hij stelde daarna een algemene volksvergadering van alle vrije mannen in en ook het ostracisme, een vorm van tijdelijke ballingschap waar eenieder aan kon worden onderworpen die in de ogen van het volk een te grote macht begon te krijgen. Met zijn hervormingen legde Clisthenes de grondslag voor de periode van grote bloei die de stad in de eeuw na hem zou kennen.

## Hervormingen
De belangrijkste elementen van Clisthenes' hervormingen zijn de volgende.
- De Atheense bevolking was van oudsher naar afstamming in vier phylai, dat waren familiegroepen of clans ingedeeld. Clisthenes schafte deze oude indeling geheel af. Het grondgebied van Attica werd in plaats daarvan bestuurlijk ingedeeld in nieuwe demen, van δῆμος, dêmos, volk, of gemeenten, met een eigen burgemeester, de dèmarchos.
- Deze gemeenten, een honderdtal, werden per drie à vier gegroepeerd in 30 trittyes, waarvan er tien in het kustgebied, de Paralia, tien in het binnenland, de Mesogeia, en tien in het stadsgebied van Athene, Peri to asty, lagen. Op die basis werden door loting tien nieuwe phylen samengesteld: elke phyle moest bestaan uit drie trittyes, telkens een uit ieder woongebied, dus kust, binnenland en agglomeratie.
- Iedere Attische burger moest zich verplicht inschrijven op het bevolkingsregister van de gemeente waar hij woonde op het moment van de hervorming: daarvan hing zijn Atheense burgerrecht af.
- Clisthenes kreeg door deze eigenaardige indeling dat in elke phyle de meest uiteenlopende geografische, sociale en economische tegenstellingen verenigd werden, zoals een kaartspel dat wordt geschud. Om de behoudsgezinden niet helemaal tegen het hoofd te stoten behielden de vier oude stam-phylen hun religieuze betekenis, maar niet meer dan dat.
- De oude vermogensklassen, die Solon van Athene had ingesteld, bleven bewaard. De Raad, de Boulè, ook al door Solon ingesteld, werd wel van 400 op 500 leden gebracht en kreeg meer bevoegdheden. Iedere phyle koos uit de 3 hoogste klassen 50 vertegenwoordigers in deze Raad, die het dagelijks bestuur voor een groot deel in handen kreeg.
- De absolute soevereiniteit kwam bij de Ekklèsia te berusten, de Volksvergadering van Athene, waarvan alle mannelijke, volwassen burgers van Attica rechtstreeks en zonder stelsel van vertegenwoordiging deel uitmaakten, maar lang niet alle burgers maakten in de praktijk gebruik van hun recht om aan de vergaderingen en de debatten deel te nemen.
- Om de terugkeer van de tirannie te voorkomen werd het schervengerecht of ostracisme ingesteld.

Men kan door deze ingrijpende grondwetswijziging Clisthenes terecht als de grondvester van de democratie beschouwen, maar hij liet zich toch niet uitsluitend door nobele gedachten en sociale bekommernis om het gewone volk inspireren. Solon had destijds het principe ingevoerd dat de politieke rechten van de burger ook recht evenredig met zijn verplichtingen tegenover de staat moeten zijn, ook op militair gebied. De militaire macht van Athene is als onderwerp van discussie voor de Volksvergadering nooit zeer populair geweest, bij de Raad iets meer, en in principe kreeg de militaire macht alleen steun wanneer het ook werkelijk niet anders kon.
Deze politieke spanningen waren evenwel in het geval van de zogenaamde Perzische dreiging moeilijk in te schatten wat betreft hun betekenis voor de beslissingen van de Volksvergadering en hun invloed daarop. Het was evenzeer lastig een militaire dreiging en een aanval, die op handen zou zijn, zeer aannemelijk te maken voor de gewone burger. Het Perzische Rijk vormde geen rechtstreekse concurrentie voor de handelsbelangen van de stadstaat Athene, zo meenden de handelaars en overige burgers. De informatiebronnen waren afkomstig van wat de schepen, die de handelswaar vervoerden bij monde van de schepelingen bijdroeg in de meningsvorming van de stad. Dat was in die tijd een eenheid van vrije burgers en hun horigen. Het Perzische Rijk, zo concludeerden de Atheners, had geheel andere belangen dan de handel. Het verschil in godsdienst, in de godenwerelden, hetgeen in de klassieke oudheid voorop stond wanneer het erom ging beslissingen te nemen, heeft er voor een groot deel voor gezorgd dat het oorlog werd.
Cleisthenes voerde een hervorming van het belastingstelsel in Athene door. Hij ging daarbij van het principe uit, dat er voor de vrije burger behalve rechten ook plichten bestonden. Er werden belastingen geheven over de handelsgoederen zoals metaal, industrieproducten zoals pottenbakkerskunst, olijfolie, wijn, graan en hout en de boeren werden niet extra zwaar belast met de verplichtingen van de landeigenaren. Hij is er goed in geslaagd de aristocratische bevoegdheden in overeenstemming te brengent met de meer rationele staatsindelingen in de democratie. Dat telde politiek nog meer dan zijn militaire invloed, meer dan dat hij het leger in het stadsbestuur liet participeren, dat in een tijd van vrede nauwelijks een staand leger kon worden genoemd, en bevoegdheden gaf, die hij ook al aan de democratische vertegenwoordiging had toegekend. Veel officieren, die voorheen de dienst hadden uitgemaakt, kwamen uit de aristocratische geslachten die.
Hij dacht zoals voor iedere over zijn positie en populariteit na en beriep zich daarom zo min mogelijk op zijn aristocratische afkomst. Met het toekennen van bevoegdheden aan het leger zou er een verandering plaatsvinden met betrekking tot zijn positie als archont en zijn verhouding tot de vertegenwoordigende instellingen, een verandering die de Atheense burgerij hem zeker niet in dank zou afnemen. De Volksvergadering stemde alleen in met een voorstel, wanneer de redelijkheid en de voordelen ervan duidelijk waren. Een leger vormt van nature een bedreiging voor vrij handelsverkeer. De dreiging van een militaire confrontatie met Perzië werd steeds reëler, maar het was Kleisthenes, staatsman pur sang, er uiteraard alles aan gelegen zijn positie te kunnen houden. Hij regeerde toch niet als een heerser, omdat dat in Athene nooit grote bijval had gekregen.
Het principe voor het democratisch zelfbestuur van de vrije burgerij dat Kleisthenes in feite invoerde ter vernieuwing van het oude aristocratische stelsel van ambtsbekledingen dat toch niet werkte, was niet op macht gebaseerd, maar op het gezag van de volksvertegenwoordiging. Kleisthenes heeft deze verlichting in de geschiedenis met wijsheid en beleid goed voorbereid en hij slaagde inderdaad in zijn opzet de democratie een stabiele en in Athene vaste basis te geven zonder dat hij daarbij sterk hoefde te letten op zijn eigen aanzien of positie. Een staatsman immers heeft geen zeer persoonlijk belang bij het nemen van zijn bestuurlijke beslissingen en bij het organiseren van de staat. Hetgeen zeker ook Kleisthenes voor ogen heeft gestaan was de voorspoed van de stadstaat Athene, welke voor hem min of meer overeenkomstig was met het goed verloop van de staatkundige indeling die op het democratisch recht van de vrije burger was gebaseerd.
 Portaal Oudheid · Athene · Geschiedenis van Griekenland · Geschiedenis van Athene
- Biblioteca Nacional de España: XX4701417
- Bibliothèque nationale de France: cb126517987 (data)
- Gemeinsame Normdatei: 118563084
- International Standard Name Identifier: 0000 0003 8202 6994
- Library of Congress Control Number: n83015011
- Nationale bibliotheek van Australië: 63540902
- Nationale Bibliotheek van Israël: 987007274418505171
- Nationale Bibliotheek van Polen: a0000003736600
- Nederlandse Thesaurus van Auteursnamen: 152289720
- Réseau des bibliothèques de Suisse occidentale: 02-A010065801
- LIBRIS: 182842
- Système universitaire de documentation: 050598481
- Trove: 1717203
- Virtual International Authority File: 263637028
- WorldCat: E39PCjFdcbXyt9p47YhRybKkwC